# Matsja

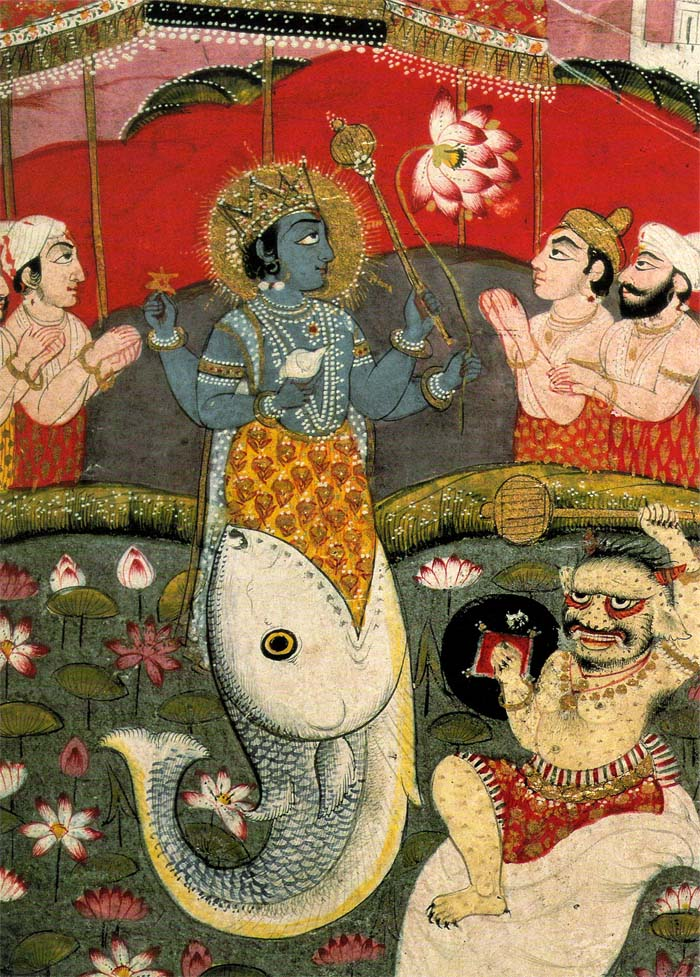
Matsja awatara

Matsja (dewanagari मत्स्य अवतार, Ryba, ang. Matsya) – wcielenie Wisznu, inkarnując ostrzegł protoplastę ludzkiego rodu Manu przed zbliżającym się kataklizmem. Ziemię ogarnął olbrzymi potop, lecz przygotowany doń Manu schronił się wraz z rodziną i siedmioma mędrcami na okręcie. Przed zagładą ocalił też nasiona wszelkich roślin, przedstawicieli wszystkich gatunków żywych stworzeń oraz Wedy, święte księgi hinduizmu. Wisznu-Ryba powiózł okręt, przytroczony do własnego rogu, na bezpieczną wyspę. Ryba symbolizuje rozwój i tworzenie, jest emblematem fallicznym.